# Yasmin Giger
Yasmin Giger (ur. 6 listopada 1999) – szwajcarska lekkoatletka specjalizująca się w biegach sprinterskich i płotkarskich.
Na arenie międzynarodowej debiutowała w 2015, zdobywając srebro olimpijskiego festiwalu młodzieży Europy w biegu na 400 metrów. Rok później została wicemistrzynią Europy juniorów młodszych na 400 metrów przez płotki. Na tym samym dystansie wywalczyła złoty medal czempionatu Europy juniorów w Grosseto (2017).
Złota medalistka mistrzostw Szwajcarii oraz reprezentantka kraju na drużynowych mistrzostwach Europy.

## Osiągnięcia
| Rok  | Impreza                                 | Miejsce     | Konkurencja                | Pozycja     | Wynik   |
| ---- | --------------------------------------- | ----------- | -------------------------- | ----------- | ------- |
| 2015 | Letni europejski festiwal młodzieży     | Tbilisi     | bieg na 400 m              | 2. miejsce  | 55,02   |
| 2016 | Mistrzostwa Europy juniorów młodszych   | Tbilisi     | bieg na 400 m przez płotki | 2. miejsce  | 58,39   |
| 2017 | Halowe mistrzostwa Europy               | Belgrad     | bieg na 400 m              | eliminacje  | 54,76   |
| 2017 | I liga drużynowych mistrzostw Europy    | Vaasa       | sztafeta 4 × 400 m         | 3. miejsce  | 3:33,10 |
| 2017 | Mistrzostwa Europy juniorów             | Grosseto    | bieg na 400 m przez płotki | 1. miejsce  | 55,90   |
| 2017 | Mistrzostwa świata                      | Londyn      | bieg na 400 m przez płotki | eliminacje  | 57,72   |
| 2018 | Mistrzostwa świata juniorów             | Tampere     | bieg na 400 m przez płotki | 3. miejsce  | 56,98   |
| 2018 | Mistrzostwa Europy                      | Berlin      | bieg na 400 m przez płotki | półfinał    | 56,81   |
| 2018 | Mistrzostwa Europy                      | Berlin      | sztafeta 4 × 400 m         | eliminacje  | 3:32,86 |
| 2019 | Halowe mistrzostwa Europy               | Glasgow     | bieg na 400 m              | eliminacje  | 53,84   |
| 2019 | Halowe mistrzostwa Europy               | Glasgow     | sztafeta 4 × 400 m         | 6. miejsce  | 3:33,72 |
| 2019 | IAAF World Relays                       | Jokohama    | sztafeta 4 × 400 m         | 7. miejsce  | 3:32,32 |
| 2019 | Młodzieżowe mistrzostwa Europy          | Gävle       | bieg na 400 m przez płotki | 3. miejsce  | 56,37   |
| 2019 | Superliga drużynowych mistrzostw Europy | Bydgoszcz   | bieg na 400 m przez płotki | 5. miejsce  | 56,34   |
| 2019 | Superliga drużynowych mistrzostw Europy | Bydgoszcz   | sztafeta 4 × 400 m         | 10. miejsce | 3:33,73 |
| 2019 | Mistrzostwa świata                      | Doha        | sztafeta 4 × 400 m         | eliminacje  | 3:30,63 |
| 2021 | I liga drużynowych mistrzostw Europy    | Kluż-Napoka | bieg na 400 m przez płotki | 2. miejsce  | 56,74   |
| 2021 | I liga drużynowych mistrzostw Europy    | Kluż-Napoka | sztafeta 4 × 400 m         | 2. miejsce  | 3:28,77 |
| 2021 | Młodzieżowe mistrzostwa Europy          | Tallinn     | bieg na 400 m przez płotki | 3. miejsce  | 55,25   |
| 2021 | Młodzieżowe mistrzostwa Europy          | Tallinn     | sztafeta 4 × 400 m         | 8. miejsce  | 3:34,14 |
| 2021 | Igrzyska olimpijskie                    | Tokio       | bieg na 400 m przez płotki | eliminacje  | 57,03   |
| 2021 | Igrzyska olimpijskie                    | Tokio       | sztafeta 4 × 400 m         | eliminacje  | 3:25,90 |
| 2022 | Mistrzostwa świata                      | Eugene      | bieg na 400 m przez płotki | półfinał    | 56,31   |
| 2022 | Mistrzostwa świata                      | Eugene      | sztafeta 4 × 400 m         | 8. miejsce  | 3:27,81 |
| 2022 | Mistrzostwa Europy                      | Monachium   | bieg na 400 m przez płotki | półfinał    | 57,13   |
| 2023 | Halowe mistrzostwa Europy               | Stambuł     | bieg na 400 m              | eliminacje  | 53,89   |
| 2023 | Mistrzostwa świata                      | Budapeszt   | bieg na 400 m przez płotki | eliminacje  | 56,16   |
| 2024 | World Athletics Relays                  | Nassau      | sztafeta 4 × 400 m         | eliminacje  | 3:33,43 |
| 2024 | Mistrzostwa Europy                      | Rzym        | bieg na 400 m przez płotki | półfinał    | 55,05   |
| 2024 | Mistrzostwa Europy                      | Rzym        | sztafeta 4 × 400 m         | eliminacje  | 3:27,48 |
| 2024 | Igrzyska olimpijskie                    | Paryż       | bieg na 400 m przez płotki | repasaże    | 55,18   |
| 2024 | Igrzyska olimpijskie                    | Paryż       | sztafeta 4 × 400 m         | eliminacje  | 3:29,75 |
| 2024 | Igrzyska olimpijskie                    | Paryż       | sztafeta mieszana          | eliminacje  | 3:12,77 |

## Rekordy życiowe
- bieg na 400 metrów (stadion) – 52,42 (2022)
- bieg na 400 metrów (hala) – 53,01 (2019)
- bieg na 400 metrów przez płotki – 54,77 (2024)

3 marca 2019 w Glasgow szwajcarska sztafeta 4 × 400 metrów z Giger na ostatniej zmianie wynikiem 3:33,72 ustanowiła aktualny halowy rekord kraju w tej konkurencji.
5 sierpnia 2021 w Tokio szwajcarska sztafeta 4 × 400 metrów z Giger na ostatniej zmianie wynikiem 3:25,90 ustanowiła aktualny rekord kraju w tej konkurencji.
2 sierpnia 2024 w Paryżu szwajcarska sztafeta mieszana 4 × 400 metrów z Giger na ostatniej zmianie wynikiem 3:12,77 ustanowiła aktualny rekord kraju w tej konkurencji.